# Moxa
Moxa település Németországban, azon belül Türingiában. Lakosainak száma 78 fő (2023. december 31.).

## Népesség
A település népességének változása:
| Lakosok száma | 80   | 78   | 78   | 80   | 78   |
|               | 2017 | 2019 | 2021 | 2022 | 2023 |